# 岩谷良平
岩谷 良平（いわたに りょうへい、1980年6月7日 - ）は、日本の政治家、実業家、行政書士。日本維新の会所属の衆議院議員（2期）。
大阪府議会議員（1期）、日本維新の会幹事長・選挙対策本部長（第4代）、同副幹事長、同防衛部会長などを歴任。

## 来歴
大阪府守口市出身。十兄弟の五男として生まれる。祖父は町工場を、父は不動産会社を経営。
金蘭千里高校、早稲田大学法学部卒業、京都産業大学大学院法務研究科修了。弁護士を目指すも、司法試験では合格点に1点足らず不合格となった。その後、父の会社で半年務めたのち、上野で行政書士事務所を立ち上げる。
行政書士を2年務めたのち、2011年4月の大阪府議会議員選挙で大阪市東成区選挙区から大阪維新の会公認で立候補し、初当選する。
2015年の大阪府議会議員選挙には立候補せず、一度政界を離れ、家業の不動産会社を引き継ぐ。
2016年には社長に就任するが、不動産よりも飲食に興味が移り、同年12月にK&BROTHERS株式会社を設立。グリーンベリーズコーヒー、クロニックタコス、ピッツァクチノバといった、アメリカで生まれたブランドのフランチャイズを、東京、大阪、兵庫などに展開した。
2020年3月22日、日本維新の会大阪13区支部長に就任し、政治活動を再開。
2021年10月31日投開票の第49回衆議院議員総選挙で、自由民主党前職の宗清皇一らを破り、初当選した。
2024年10月27日投開票の第50回衆議院議員総選挙で、宗清ら3人を破り、再選した。12月2日、前日の日本維新の会代表選挙で当選した吉村洋文大阪府知事による新執行部が発足し、岩谷は幹事長に就任。
2025年8月5日、7月の第27回参議院議員通常選挙での維新の不振を受け、前原誠司共同代表ら他の役員3人と共に辞意を表明した。

## 人物
- 家族は、妻、子供1人[5]。
- 出征経験のある祖父は、九死に一生を得た戦争体験を聞かせてくれたり、戦争ものの映画などを見に連れて行ってくれたりしたという[5]。
- ラグビースクールに通い、花園は何度も試合をした馴染みの場所である[5]。
- 借金した100万円で行政書士として独立したが、金銭には苦労し、友人宅での居候生活を経て、苦労の末に事務所を軌道に乗せた[5]。
- 大阪維新の会が結成されると、その思想や理念に衝撃を受け、候補者公募に応募した[5]。金なし、コネなし、地盤なしと、いわゆる「三バン」がない中、地道な活動を続けた結果、大阪府議会議員に当選することができた[5]。

## 政治資金
- 2023年10月24日に産経新聞は岩谷が2021年に「竹島は韓国領土」だと主張する団体「『竹島の日』を考え直す会」の理事を務める女性から10万円の寄付を受けていたと報じた。岩谷は取材に対し、2020年に地元市議の紹介で女性と知り合い、団体に所属していることは知らなかったと述べた。また、自身の竹島への見解については「紛れもなく日本固有の領土であり、団体側の考えとは全く違う」とした上で、今後も相手側の領有権を巡る主張に同調を求められない限り、献金を受ける意向を示した[15]。

## 選挙歴
| 当落 | 選挙                     | 執行日         | 年齢 | 選挙区             | 政党         | 得票数     | 得票率 | 定数 | 得票順位 /候補者数 | 政党内比例順位 /政党当選者数 |
| ---- | ------------------------ | -------------- | ---- | ------------------ | ------------ | ---------- | ------ | ---- | ------------------ | ---------------------------- |
| 当   | 2011年大阪府議会議員選挙 | 2011年4月10日  | 30   | 大阪市東成区選挙区 | 大阪維新の会 | 1万5186票  | 51.10% | 1    | 1/2                | /                            |
| 当   | 第49回衆議院議員総選挙   | 2021年10月31日 | 41   | 大阪府第13区       | 日本維新の会 | 10万1857票 | 48.47% | 1    | 1/3                | /                            |
| 当   | 第50回衆議院議員総選挙   | 2024年10月27日 | 44   | 大阪府第13区       | 日本維新の会 | 7万9898票  | 41.91% | 1    | 1/4                | /                            |